# Michel Eisenlohr
Michel Eisenlohr, né le 27 février 1974, est un auteur photographe français.

## Biographie
Nourri depuis son enfance par la littérature, notamment Jules Verne, Marcel Griaule ou Théodore Monod, Michel Eisenlohr poursuit des études de Lettres modernes à l'Université d'Aix-Marseille. Il rencontre lors de ces cours Parviz Abolgassemi, poète iranien et enseignant, avec qui il va nouer une relation personnelle et qui va lui ouvrir les portes de la littérature et des philosophies orientales. Il obtient ainsi en 1999 son diplôme de Maîtrise, dont l'un des mémoires porte sur le Soufisme et les rites d'Initiation.
A partir de 1998, il effectue plusieurs voyages en Afrique de l'ouest, via le Maroc, la Mauritanie, le Mali et le Burkina Faso (dont le Pays Dogon) où il réalise ses premières images. Invité par Issa Touma au Festival de photographie d'Alep, il prend la route et réalise un carnet photographique à travers la Syrie, notamment à Palmyre. Il s'attache ensuite à photographier sa ville de jeunesse Marseille, et particulièrement le Palais Longchamp, sujet de ses premiers ouvrages.
Sa démarche photographique, qui s'attache à l'esprit des lieux et à l'empreinte de l'Homme et de l'Histoire sur les territoires, se poursuit entre commandes institutionnelles (Centre des Monuments nationaux, DRAC PACA, Villes et Pays d'Art et d'Histoire, Conseil départemental des Alpes maritimes, Ville d'Hyères) et reportages personnels en Grèce, Portugal et plus particulièrement en Islande, où il suit les traces des Huldufólk.

## Expositions
- Festival international de la photographie d’Alep, Syrie, Afrique, le gout de l’Autre, 2006
- Galerie de la Porte d’Italie, Toulon, Sur les traces de Malpasset, 2011
- Festival des Nuits photographiques, Pierrevert, Sur les traces de Malpasset, 2011
- Museum d’Histoire naturelle, Marseille, Palais Longchamp monumental et secret, 2012
- Festival PhotoMed, Bandol, Sur les traces de Malpasset, 2012
- Musée des Beaux-Arts Palais Carnolès, Menton, Palais Longchamp monumental et secret, 2013
- Festival The French May, Hong-Kong, Paris my dream[2], 2015
- Galerie des Grands bains-douches, Marseille, Huldufólk, Islande, le peuple caché[3], 2016
- Abbaye de Beaulieu-en-Rouergue, Centre des Monuments nationaux, Te lucis ante terminum, 2016
- Abbaye du Thoronet, Centre des Monuments nationaux, Te lucis ante terminum[4], 2016
- Site archéologique de Glanum, Centre des Monuments nationaux, Images de Syrie[5],[6], 2017
- Maison de la Photographie, Toulon, Images de Syrie, 2018
- Rue des Arts, Galerie du 15, Toulon, Archilumen[7], 2018
- Gallery F22, Hong-Kong, Hong-Kong Enclaves urbaines / Here not here[8],[9], duo show avec Yan Khallen, 2018
- Espace culturel départemental Lympia, Nice, Images de Syrie[10], 2019
- Tour des Templiers, Hyères, Mystérieuse beauté, 2019
- Musée Balaguier et Galeries du Fort Napoléon, La Seyne-sur-mer, Gardiens des cimes, 2019
- Espace La Batterie, Les Issambres, Roquebrune-sur-Argens, Images de Syrie[11], 2019
- Musée d’Archéologie Méditerranéenne, Centre de la Vieille Charité, Marseille, La Syrie en noir et blanc[12], 2020
- Abbaye de Charroux, Centre des Monuments Nationaux, Images de Syrie, 2021
- Tour des Templiers, Hyères, Frères de la côte, 2021
- Musée d’Archéologie, Antibes, Images de Syrie, 2022
- Centre d’Art contemporain, Briançon, Gardiens des cimes, Acte III, 2022
- Chapelle des Pénitents bleus, La Ciotat, Huldufólk, Islande le peuple caché, 2022
- Citadelle de Mont-Dauphin, Centre des Monuments nationaux, Forts des confins[13], 2022
- Médiathèque Albert Camus, Antibes, Huldufólk, Islande le peuple caché, 2023
- Musée départemental des Hautes Alpes, Gap, Forts des confins, 2023
- Forteresse de Salses, Centre des Monuments nationaux, Forts des confins, 2024
- Fort de la Révère, Conseil départemental des Alpes-Maritimes, Aux confins de l’oubli, fortifications des Alpes-Maritimes, 2024
- Chapelle de l’Observance, Draguignan, Les mondes imaginaires, des tapisseries de Tolkien (Aubusson) à Huldufolk de Michel Eisenlohr, 2024
- Galerie Baxton, Bruxelles, Proche-Orient, Kurdistan / Syrie, duo show avec Baudoin Lotin, 2024
- Galerie Taylor, Paris, Raconter au-delà, fragments de voyages, 2024
- Maison de la Photo, Toulon, Huldufólk, Islande le peuple caché, 2025
- Abbaye du Thoronet, Centre des monuments nationaux, Archilumen, 2025-2026

## Publications
- Aime comme Marseille, Éditions Images du Sud, textes de Martine Affre-Eisenlohr, 2002
- Palais Longchamp, monumental et secret, Éditions Images du Sud, préface Rudy Ricciotti, 2012
- Te lucis ante terminum, Monastère de Saorge, Éditions Images du Sud, haïkus de Chantal Robillard, 2015
- Images de Syrie, Palmyre, Alep, Damas[14], textes collectif d’auteurs, Éditions Actes Sud, 2017
- Here / Not here, Urban enclaves, Hong-Kong, double ouvrage avec le photographe Yan Kallen, Éditions Moses, HK, 2018
- Menton une ville de Palaces, les palais d’hiver de l’aristocratie internationale, 1860-1914[15], préface Bernard Toulier, textes collectif d’auteurs, Éditions Honoré Clair et Cercle des Palaces retrouvés, 2019
- Forts des confins, Éditions Arnaud Bizalion, contribution de Bernard Collet, 2020
- Huldufólk[16], Éditions Arnaud Bizalion, contribution de Christophe Pons, 2022
- Prendre jour, photographies Michel Eisenlohr / textes Lucile Bordes, Éditions Arnaud Bizalion, livre d’artiste, leporello, 2024

## Collections publiques
- Hôtel des Arts, Conseil départemental du Var - Sur les traces de Malpasset, 2012
- Artothèque Istres – Images de Syrie, Palmyre, Alep, Damas, 2021
- Médiathèque Albert Camus Antibes – Huldufólk, le peuple caché, 2023
- Bibliothèque Nationale de France – Images de Syrie, Palmyre, Alep, Damas, 2024